# Es Mercadal
Es Mercadal, o també el Mercadal, és una vila i municipi de l'illa de Menorca. El municipi des Mercadal està situat al centre de Menorca i és el segon municipi més gran de l'illa, amb una extensió de 134 quilòmetres quadrats. La vila des Mercadal es troba documentada a partir de 1301, en un document en què en Jaume II de Mallorca concedeix a la vila el privilegi de celebrar-hi mercat el dijous, a més dels altres dos mercats de l'illa fins aleshores: Maó i Ciutadella.

## Entitats de població
| Entitat de població      | Habitants |
| ------------------------ | --------- |
| Fornells                 | 906       |
| Es Mercadal              | 2.159     |
| Arenal d'en Castell      | 283       |
| Na Macaret               | 130       |
| Port d'Addaia            | 299       |
| Ses Salines              | 58        |
| Son Parc                 | 293       |
| Urbanització Coves Noves | 127       |
| Font: Idescat            |           |

### Possessions
- S'Alairó. Possessió al sector de tramuntana.[1]
- S'Albaida. Possessió a l'est des Mercadal.[2]
- Albranca.[3]
- Binicodrell.[4]
- S'Albufera.[5]
- Carbonell.[6]

## Etimologia
El nom de la vila prové del llatí ipso mercatale, derivat aquest de mercatum que significa plaça o un altre indret on se celebra habitualment un mercat.

## Geografia

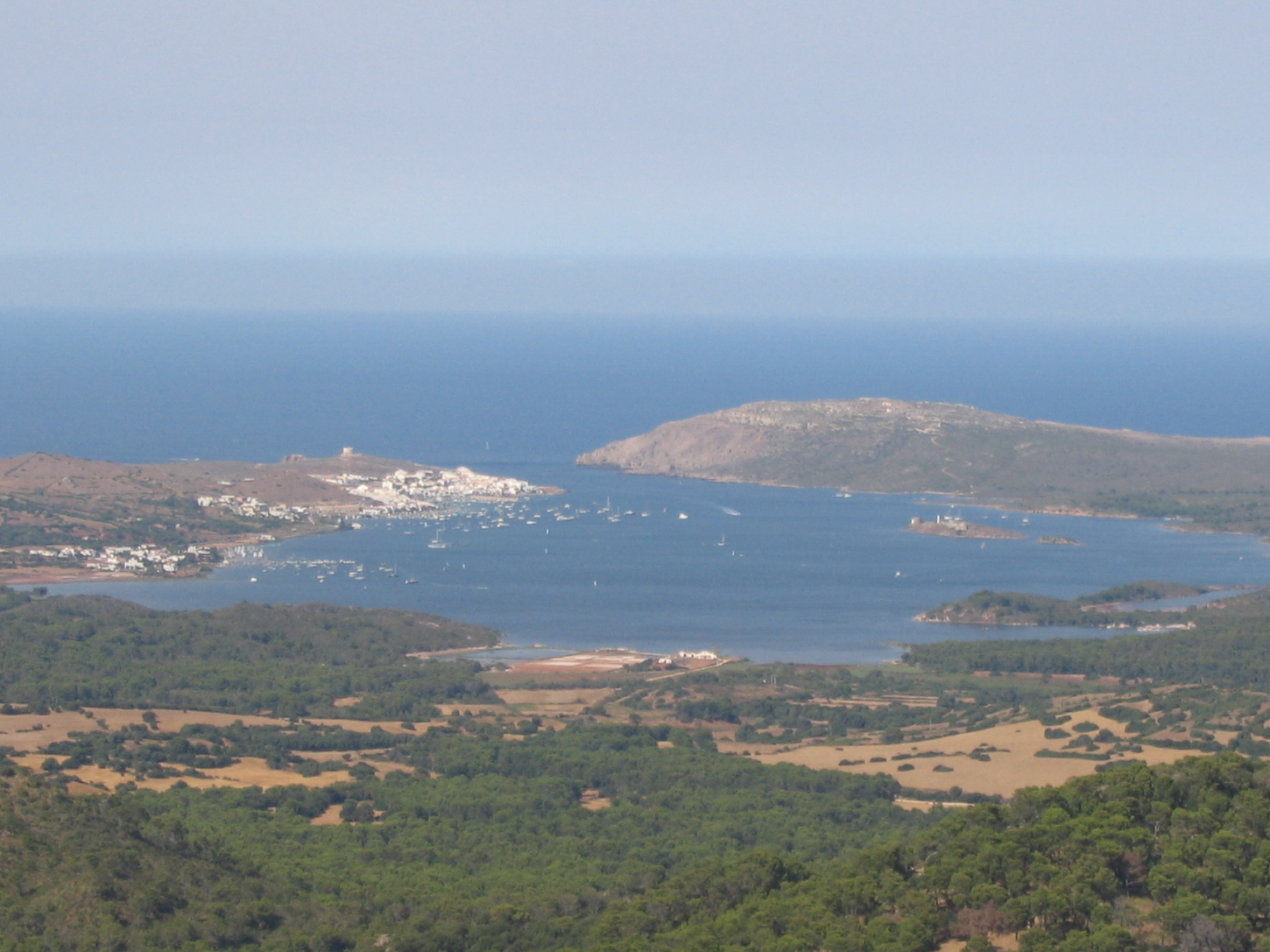
Port de Fornells, que inclou a la dreta la reserva marina del nord de Menorca

El municipi des Mercadal limita a l'est amb el terme d'Alaior, al sud amb es Migjorn Gran i a l'oest amb Ferreries. La majoria dels seus habitants es concentra al poble des Mercadal, al peu del Toro i al poble de Fornells, situat a la costa nord. Gran part del territori està declarat àrea natural protegida pel Parlament de les Illes Balears. El litoral compta amb dos ports naturals, el de Fornells i el d'Addaia. A la costa nord hi ha diverses urbanitzacions: Arenal d'en Castell, Son Parc, Coves Noves, Addaia, na Macaret, Punta Grossa, Platges de Fornells; i platges verges com la del cap de Cavalleria i Binimel·là. L'any 1999 s'establí la reserva marina del nord de Menorca per tal d'assegurar una conservació i explotació sostenible.

El poble des Mercadal es troba als peus del Toro, el cim més elevat de l'illa de Menorca. A pocs minuts de la vila hi ha el cim d'aquesta muntanya, on es troba el santuari de la Mare de Déu del Toro, patrona de l'illa i centre espiritual dels menorquins. Respecte a l'illa, es Mercadal està situat en el punt on es creuen les principals vies que van de llevant a ponent i de tramuntana a migjorn, a mig camí entre Maó i Ciutadella per la carretera principal que travessa Menorca.
Lloriac és la tercera zona humida en importància de Menorca. Aquests aiguamolls temporals prop de la costa estan al nord terme des Mercadal.

## Història

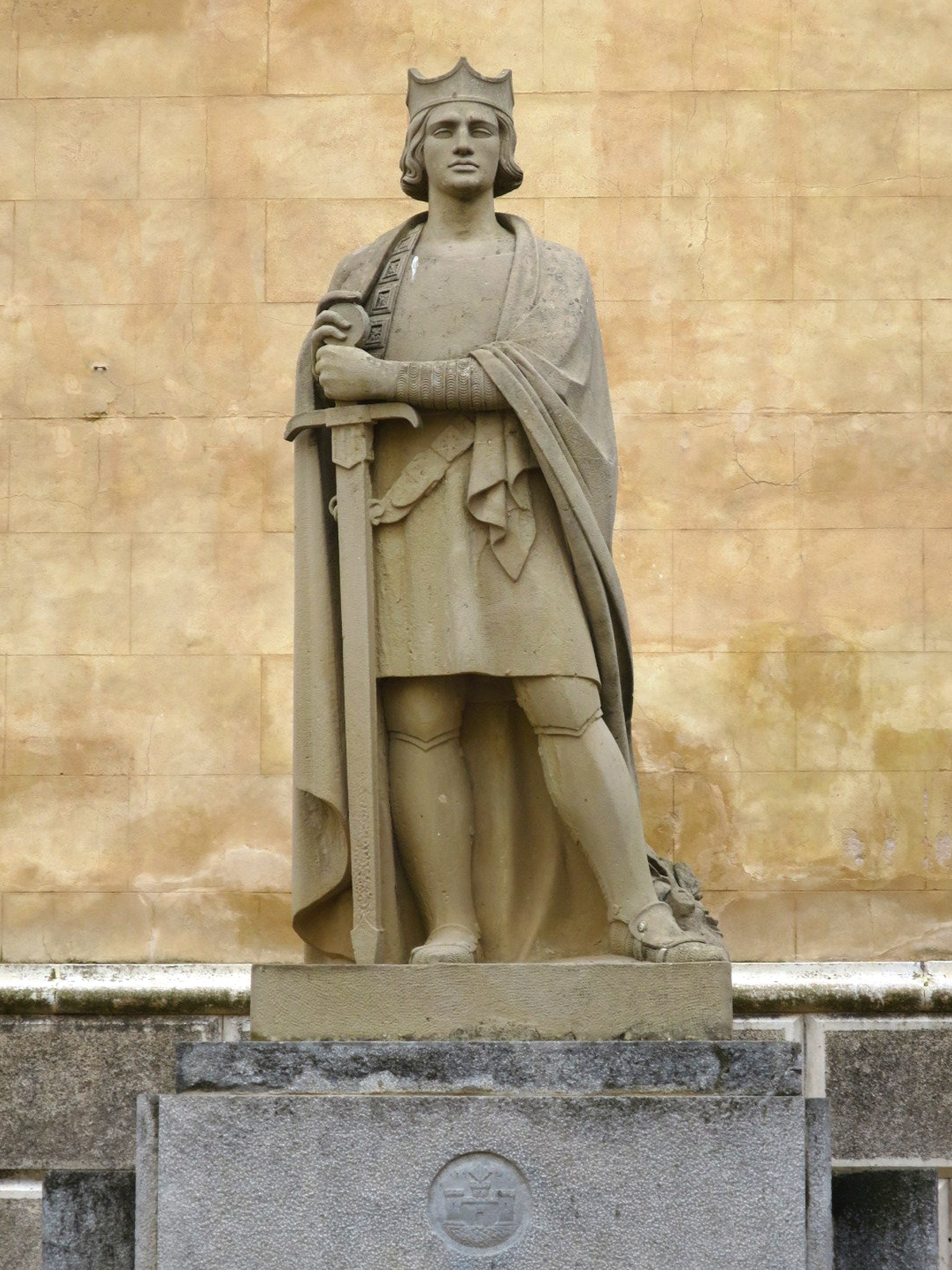
Estàtua d'Alfons el Franc a Maó.

Les primeres notícies sobre l'assentament de població al municipi procedeixen de l'historiador romà Plini, que en el segle i ja cita l'existència d'una vila anomenada Sanissera, situada a la costa nord i unida al Toro per una calçada, però els des Mercadal com a tal es remunten a la conquesta de Menorca el 1287 pel rei n'Alfons el Franc.
En el segle xiii, expulsats els musulmans de les seves terres, aquestes es van repartir en propietat entre els vassalls catalans del rei. Un grup de colons procedent de Girona s'assentà als terrenys situats al peu del Toro i hi aixecà una capella consagrada al patró de la seva ciutat originària, sant Narcís. Completant la nova estructura social nascuda amb la conquesta, el rei Jaume II estableix, l'any 1301, la celebració setmanal de tres mercats a l'illa, dos dels quals se celebraven a les poblacions principals, Maó i Ciutadella, i un tercer al centre de Menorca, als voltants de la parròquia de Sant Narcís, entorn del temple es desenvoluparia el primer nucli de població que llavors ell va referenciar com a Mercatallo i que avui coneixem amb el nom d'«Es Mercadal».

## Política i govern

### Alcaldes electes (1979-2023)
| Legislatura | Període           | Alcalde                              | Partit | Govern                   |
| --- | ----------------- | ------------------------------------ | ------ | ------------------------ |
| I | 1979 - 1983       | Fermín Gomila                        |        | Majoria absoluta         |
| II | 1983 - 1987       | Antoni Pons Fuxà                     |        | Govern AP i Independents |
| III | 1987 - 1991       | Antoni Pons Fuxà                     |        | Majoria absoluta         |
| IV | 1991 - 1995       | Antoni Pons Fuxà                     |        | Govern PP i UPM          |
| V | 1995 - 1999       | Antoni Pons Fuxà                     |        | Govern PP i UPM          |
| VI | 1999 - 2003       | Ramon Orfila Pons                    | ACORD  | Majoria absoluta         |
| VII | 2003 - 2007       | Ramon Orfila Pons                    | ACORD  | Majoria absoluta         |
| VIII | 2007 - 2011       | Ramon Orfila Pons (2007 - 2010) 1    |        | Govern Entesa i PSOE     |
| VIII | 2007 - 2011       | Francesc Ametller Pons (2010 - 2011) |        | Govern Entesa i PSOE     |
| IX | 2011 - 2015       | Francesc Ametller Pons               |        | Govern en minoria        |
| X | 2015 - 2019       | Francesc Ametller Pons               |        | Govern en minoria        |
| XI | 2019 - 2023       | Francesc Ametller Pons               |        | Govern en minoria        |
| XII | 2023 - actualitat | Joan Palliser Riudavets              |        | Govern Entesa i PP       |
| Observacions |                   |                                      |        |                          |
| (1) El 27 de març de 2010, en sessió extraordinària, es produí la renúncia del batle electe, el Sr. Ramon Orfila Pons. El motiu fou l'acord signat a principi de legislatura, pel qual acordaren compartir l'alcaldia entre les dues formacions. El 3 d'abril de 2010 fou investit Francesc Ametller Pons com a nou batle del municipi. |                   |                                      |        |                          |

### Històric resultats eleccions municipals (1979-2023)
| Partit Polític                    | Logo                     | 1979 | 1983 | 1987 | 1991 | 1995 | 1999 | 2003 | 2007 | 2011 | 2015 | 2019 | 2023 |
| --------------------------------- | ------------------------ | ---- | ---- | ---- | ---- | ---- | ---- | ---- | ---- | ---- | ---- | ---- | ---- |
| Partit Socialista Obrer Espanyol  |                          | -    | 5    | 2    | 3    | 2    | -    | -    | 3    | 5    | 6    | 5    | 5    |
| Entesa des Mercadal i Fornells    |                          | -    | -    | -    | -    | -    | -    | -    | 4    | 3    | 4    | 4    | 4    |
| Partit Popular                    |                          | -    | -    | -    | 5    | 5    | 4    | 2    | 2    | 4    | 3    | 2    | 4    |
| Unió Menorquina                   |                          | -    | -    | -    | -    | -    | -    | -    | -    | 1    | -    | -    | -    |
| Unió de sa Costa Nord             |                          | -    | -    | -    | -    | -    | -    | 2    | 1    | -    | -    | -    | -    |
| Acord per Es Mercadal i Fornells  |                          | -    | -    | -    | -    | -    | 6    | 6    | -    | -    | -    | -    | -    |
| Unió Progressista de Menorca      |                          | -    | -    | -    | 1    | 1    | 1    | 1    | -    | -    | -    | -    | -    |
| Unió Centrista de Menorca         |                          | -    | -    | -    | -    | -    | -    | 0    | 1    | -    | -    | -    | -    |
| Unió del Poble Balear             |                          | -    | -    | -    | -    | -    | 0    | 0    | -    | -    | -    | -    | -    |
| Alternativa a la Sala             |                          | -    | -    | -    | -    | 3    | -    | -    | -    | -    | -    | -    | -    |
| L'Entesa de l'Esquerra de Menorca |                          | -    | -    | 2    | 2    | -    | -    | -    | -    | -    | -    | -    | -    |
| Iniciativa per Menorca            |                          | -    | -    | -    | 0    | -    | -    | -    | -    | -    | -    | -    | -    |
| Aliança Popular                   |                          | -    | 4    | 7    | -    | -    | -    | -    | -    | -    | -    | -    | -    |
| Independents                      |                          | 4    | 2    | -    | -    | -    | -    | -    | -    | -    | -    | -    | -    |
| Unió del Centre Democràtic        |                          | 6    | -    | -    | -    | -    | -    | -    | -    | -    | -    | -    | -    |
| Coalició Democràtica              |                          | 1    | -    | -    | -    | -    | -    | -    | -    | -    | -    | -    | -    |
| Número total regidors/es          | Número total regidors/es | 11   | 11   | 11   | 11   | 11   | 11   | 11   | 11   | 13   | 13   | 11   | 13   |

## Economia
Envoltat de finques rurals, el poble des Mercadal durant segles va tenir la seva principal font de recursos en l'agricultura i la ramaderia. A la costa nord del municipi des Mercadal encara es manté una producció pesquera artesanal. Al poble hi ha una petita indústria artesanal i familiar de fabricació d'avarques i és per tradició i per ubicació geogràfica un lloc on se celebren fires i mercats, i que és conegut a l'illa per la seva oferta gastronòmica, tradicional menorquina i també de creació. Actualment el municipi també viu del turisme, especialment de les activitats esportives: caminades a cavall, canoa, caiac, submarinisme, etc.

## Cultura

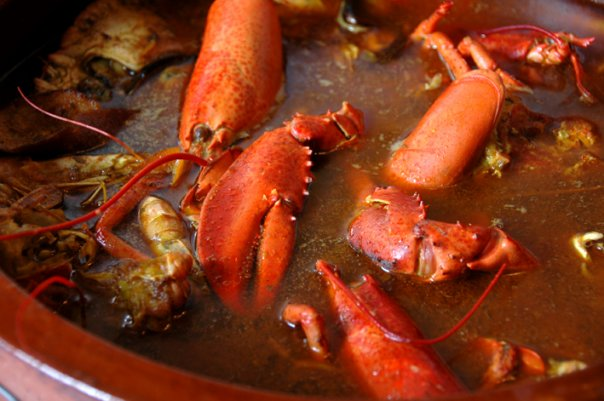
Llagosta

La gastronomia i productes alimentaris tradicionals que es fan al municipi, i especialment a Fornells i es Mercadal, són coneguts arreu de l'illa. Destaquen els carquinyols i amargos que elaboren els sucrers Villalonga, i també, per exemple, la llagosta pescada a la badia de Fornells. També hi ha una tradició de calçat tradicional, del qual una mostra fins fa ben poc era el taller del mestre artesà Carmelo Servera, i d'artesania amb llenya d'ullastre menorquí.

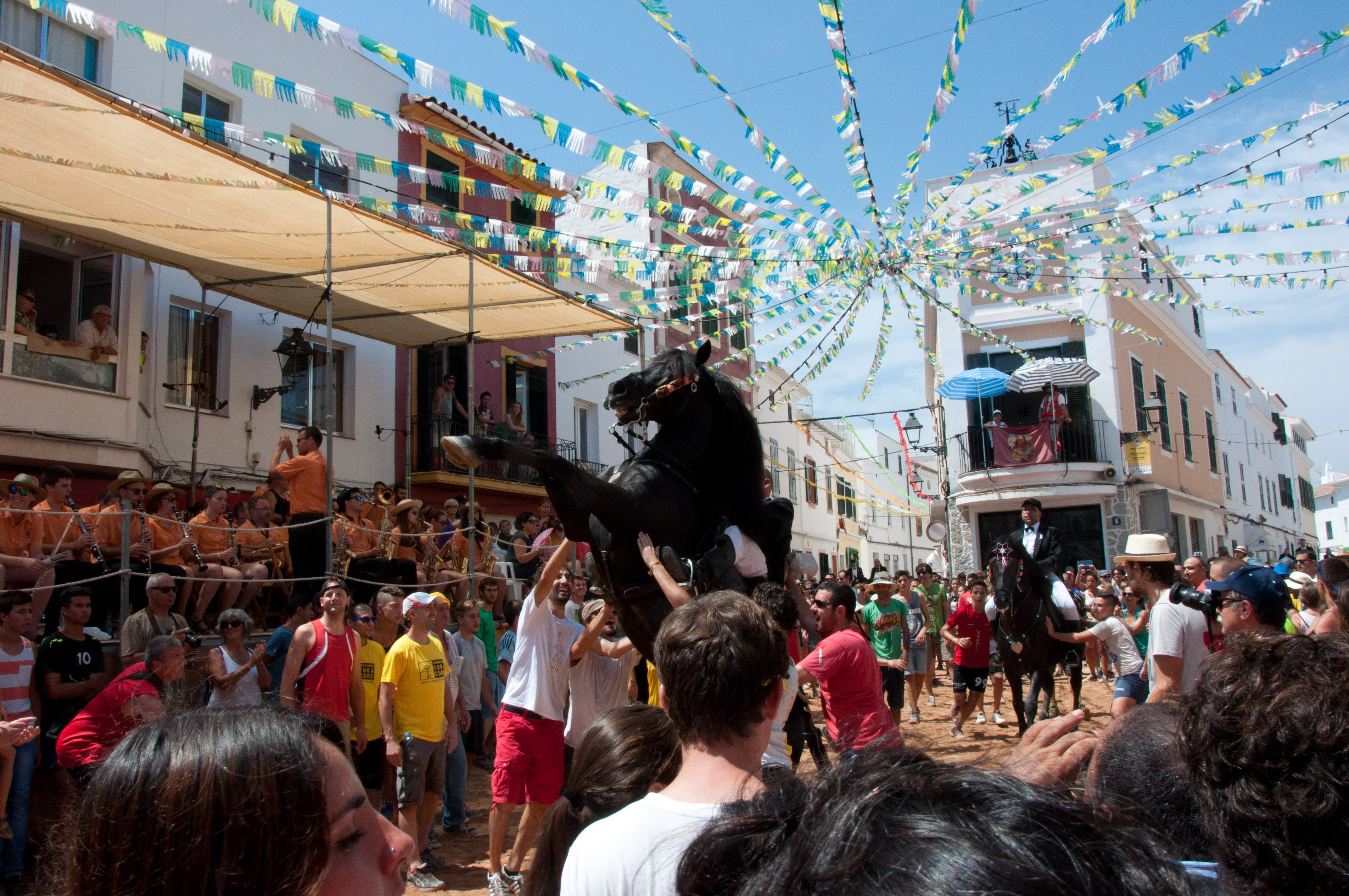
Jaleo as Mercadal

Com a la majoria de pobles a les Illes Balears, la cultura popular tradicional és manifesta especialment a les festes majors. Les festes del poble des Mercadal són les festes de Sant Martí, que se celebren en tercer cap de setmana de juliol, i les de Fornells, les festes de Sant Antoni, se celebren la setmana següent, la quarta de juliol. Les festes són les típiques menorquines: inclouen cavalcades de cavalls engalanats, amb les crineres trenades, guarnits amb ornaments diversos i bandes de colors; jaleo i la cerimònia religiosa de "Completes". A les cavalcades el fabioler munta un ase mentre toca el fabiol i el tamborí per obrir pas a la comitiva. Formen la comitiva un representant del poder civil, el caixer batle, proveït amb la simbòlica vara de l'alcalde; un representant de la diòcesi, el caixer capellà; i un altre, dels pagesos, el caixer pagès. Els acompanyen el caixer fadrí, el caixer casat i el caixer sobreposat, que porta la bandera de les festes. Tant el fabioler com els genets (o caixers) recapten unes monedes dels veïns, casa a casa, per a finançar les festes, a les quals vesteixen amb frac negre i camisa blanca. El jaleo es fa al so de la banda municipal. Els carrers, balcons i aparadors s'engalanen. Hi ha música, ball, gegants i capgrossos acompanyats de nens amb plomalls. S'hi veu pomada i es mengen els dolços i pastes salades típics: coca bamba amb xocolata desfeta, carquinyols, amargos, pastissets, formatjades, rubiols, etc. Les festes finalitzen amb focs d'artifici.

### Esdeveniments
L'octubre de 2011, a les instal·lacions de l'"Hotel Aguamarina", a la platja de S'Arenal d'en Castell, s'hi va disputar la 79a edició del Campionat d'Espanya d'escacs, guanyada pel català Àlvar Alonso.

## Llocs d'interès

### Poble des Mercadal
El poble des Mercadal és un poblet blanc amb cases de construcció arquitectònica tradicional menorquina, de carrers ombrejats i tranquils i creuat per un torrent. Cal visitar l'església de Sant Martí, edifici renaixentista d'una sola nau amb volta de canó, i l'aljub des Mercadal, cisterna pública encara en ús i que va fer fer el governador britànic de Menorca Richard Kane. Sa ferreria d'en Carretero, d'inicis del segle xx, manté intactes les instal·lacions i els equipaments propis d'aquest treball abans de la mecanització. També es pot visitar el molí, davant d'un mirador i on actualment hi ha també un dels restaurants més coneguts del poble, amb els Arcs i Ca n'Aguedet. El Centre Artesanal de Menorca ofereix regularment mostres i activitats diverses relacionades amb l'artesania illenca tradicional i contemporània.

### Fornells
Arquitectònicament, el nucli antic del poble de Fornells conserva l'estètica mediterrània amb elements decoratius d'influència anglesa, com les finestres de guillotina, les cortines, els vidres de quadrícula, etc. Destaca l'església de Sant Antoni de Fornells, un petit temple del segle xix. Molt a prop hi ha un edifici, conegut actualment per la casa del contramestre. La seva singular arquitectura el diferencia de la resta de construccions del seu voltant. És un edifici de planta en creu llatina. A més de visitar el port i els carrerons del poble, cal visitar la torre de Fornells, una torre de defensa de principis del segle xix que actualment és un element de la Xarxa Menorca Monumental. També és interessant la visita a la Casa del Contramestre, una antiga estació de salvament de nàufrags i actualment punt d'informació turística i seu de l'estació nàutica de Fornells. L'antic castell de Sant Antoni és una fortificació iniciada al segle xvi i que va suposar la gènesi del poble de Fornells, actualment es troba en procés de restauració.